# 阿爾莫洛亞華雷斯
阿爾莫洛亞華雷斯是墨西哥的城市，由墨西哥州負責管轄，位於該國南部，始建於1892年10月14日，面積483平方公里，海拔高度2,600米，主要經濟活動有農業、畜牧業和工業，2010年人口29,437。

## 外部連結
- Information on Almoloya de Juárez municipality （页面存档备份，存于）

19°22′N 99°46′W / 19.367°N 99.767°W